# Ctenosaura
Ctenosaura – rodzaj jaszczurek z rodziny legwanowatych (Iguanidae).

## Zasięg występowania
Rodzaj obejmuje gatunki występujące w Meksyku i kilku krajach Ameryki Środkowej.

## Systematyka

### Etymologia
- Ctenosaura: gr. κτεις kteis, κτενος ktenos „grzebień”[6]; σαυρος sauros „jaszczurka”[7].
- Enyaliosaurus: gr. ενυαλιος enualios „wojenny, wojowniczy”[8]; σαυρος sauros „jaszczurka”[7]. Gatunek typowy: Cyclura quinquecarinata Gray, 1842.

### Podział systematyczny
Do rodzaju należą następujące gatunki: 
- Ctenosaura acanthura (Shaw, 1802)
- Ctenosaura bakeri Stejneger, 1901
- Ctenosaura clarki Bailey, 1928
- Ctenosaura conspicuosa Dickerson, 1919
- Ctenosaura flavidorsalis Köhler & Klemmer, 1994
- Ctenosaura hemilopha (Cope, 1863)
- Ctenosaura macrolopha Smith, 1972
- Ctenosaura melanosterna Buckley & Axtell, 1997
- Ctenosaura nolascensis Smith, 1972
- Ctenosaura oaxacana Köhler & Hasbun, 2001
- Ctenosaura oedirhina de Queiroz, 1987
- Ctenosaura palearis Stejneger, 1899
- Ctenosaura pectinata (Wiegmann, 1834)
- Ctenosaura quinquecarinata (Gray, 1842) – legwan ostroogonowy
- Ctenosaura similis (Gray, 1831) – czarnogwan środkowoamerykański[9]